# Список пам'ятних знаків жертвам ОУН і УПА
Пам'ятні знаки жертвам ОУН і УПА — знаки, споруджені в пам'ять про жертв ОУН і УПА. У цьому списку подані пам'ятники, меморіальні дошки та меморіальні комплекси. Список відсортований за територіальним місцезнаходженням пам'ятних знаків (Україна і Польща), у межах країн — за алфавітним порядком. У списку налічується близько 10 монументальних фігур, бюстів, скульптурних груп і обелісків.

## У Польщі

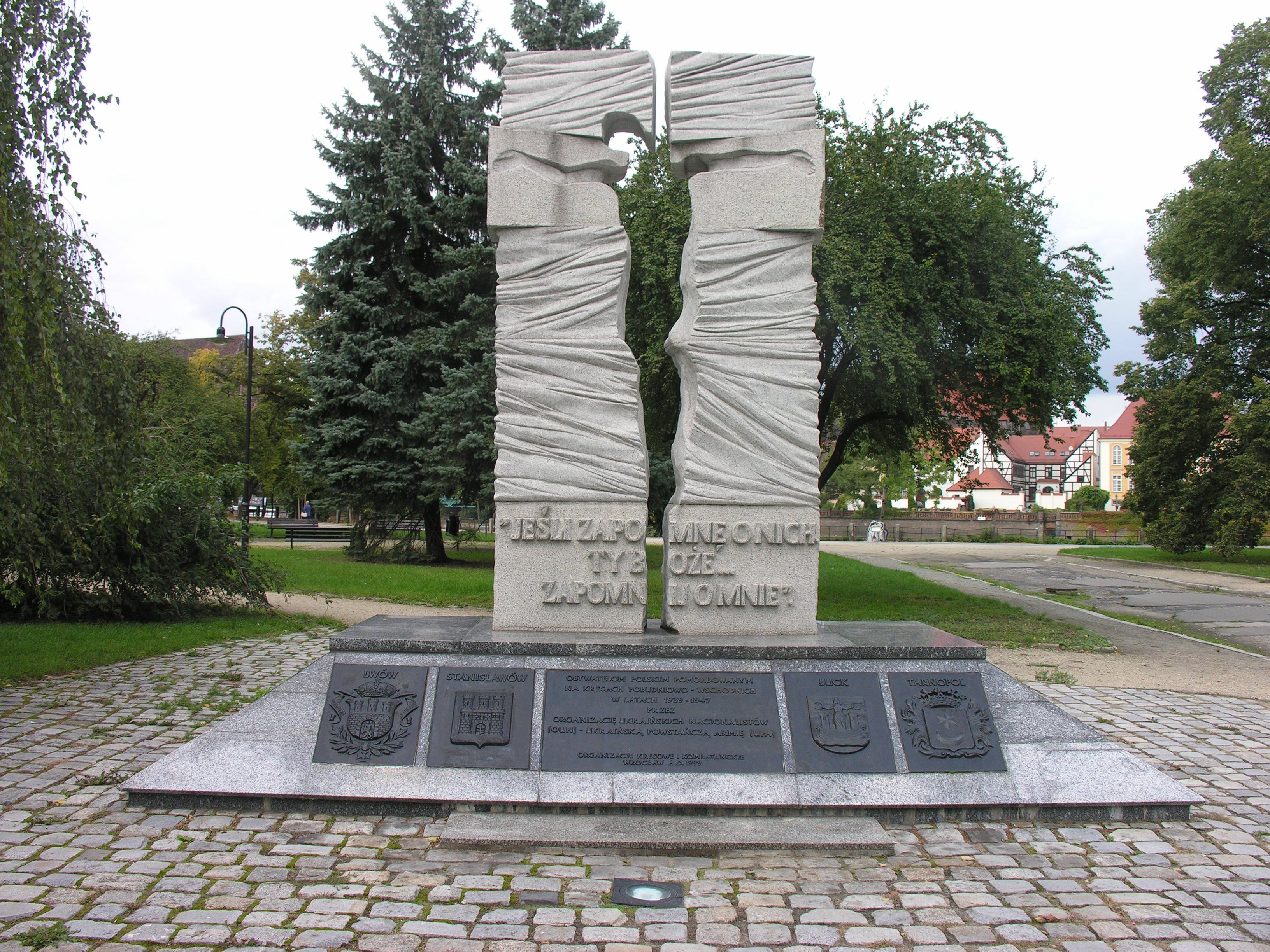
Монумент у Вроцлаві

- Волув.[1] Могильний камінь. Напис: «Не дай злу перемогти себе, але зло перемагай добром. Святий Павел. Пам'яти польських жертв, вбитих на Східних Кресах II Республіки Польща в Подкаміне, Палікровах и околицях в 1943—1944 роках. Сім'ї вбитих. Вбивства здійснювали українські банди УПА».
- Вроцлав. «Пам'ятник-мавзолей жертв злочинів ОУН-УПА». Напис: «Польським громадянам, вбитим у 1939—1947 роках на південно-східних Кресах Організацією українських націоналістів (ОУН) — Українською повстанською армією (УПА)». Встановлено 25 вересня 1999 року.[2]
- Новини Горинецькі. Пам'ятний хрест жертвам ОУН-УПА. Встановлений у 2008 році[3][4]. Також пам'ятник — великий камінь із залізною дошкою, на якій висічені імена 17 вбитих.[3][5].
- Холм. Пам'ятник мирним польським жителям, вбитим у 1943—1945 роках на Волині членами ОУН-УПА.[6][7]

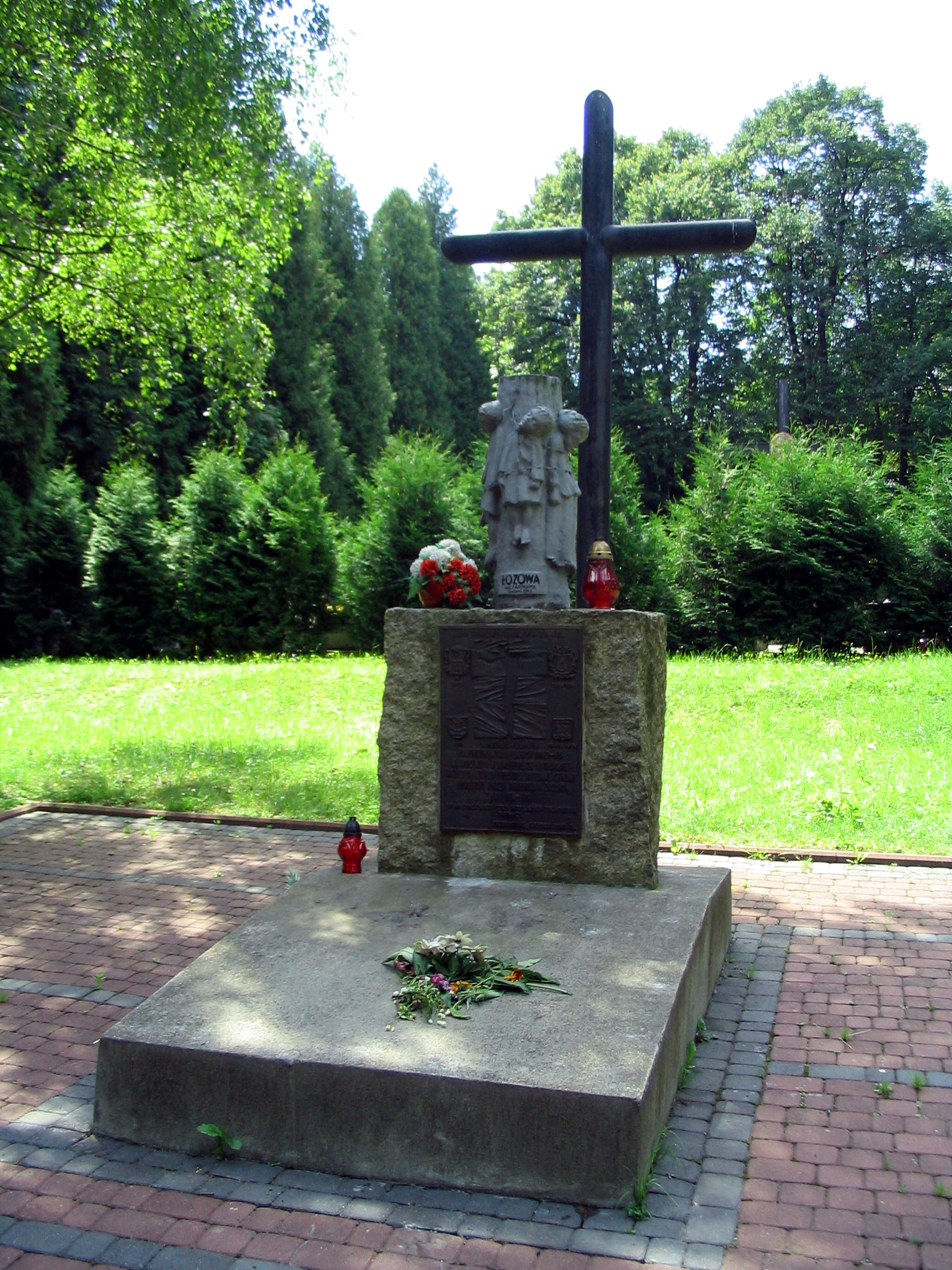
Меморіал у Перемишлі
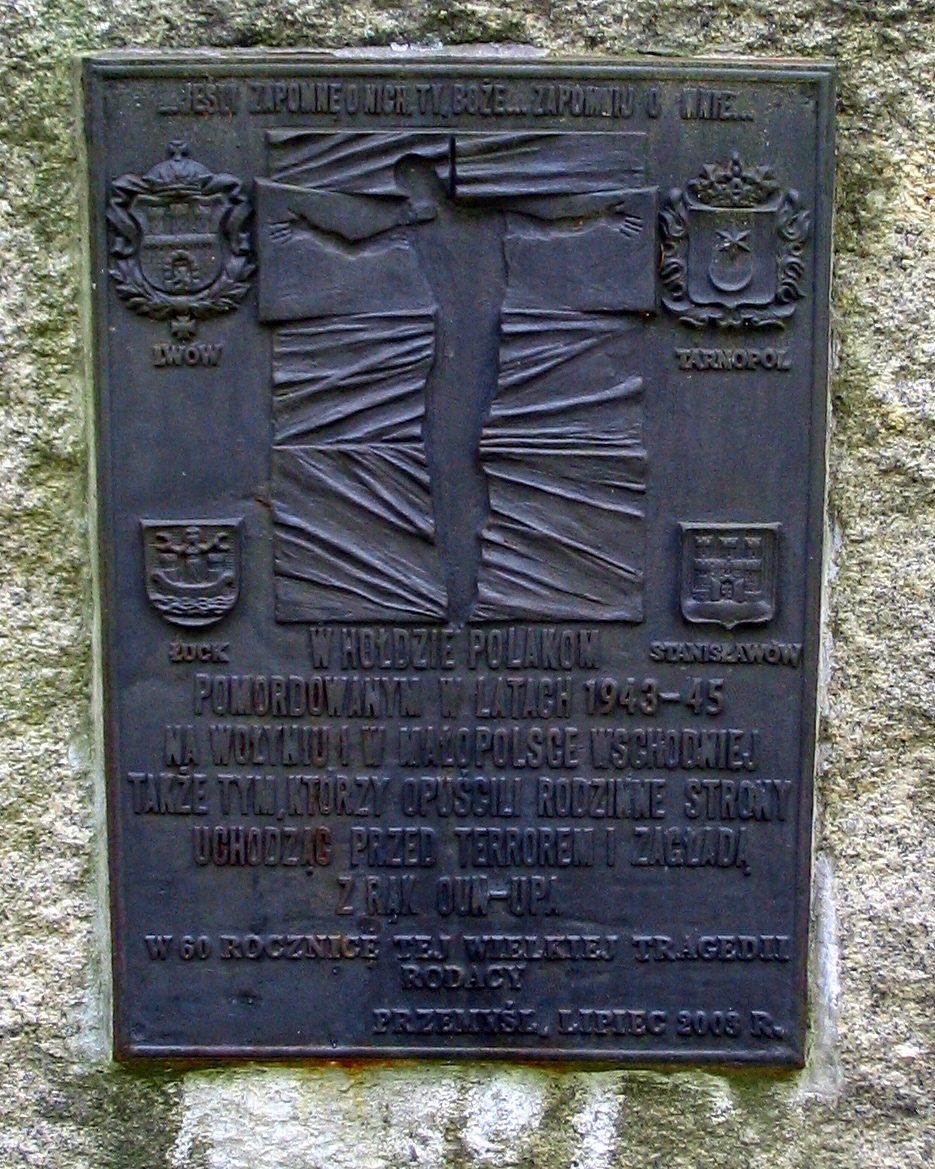
Меморіал у Перемишлі
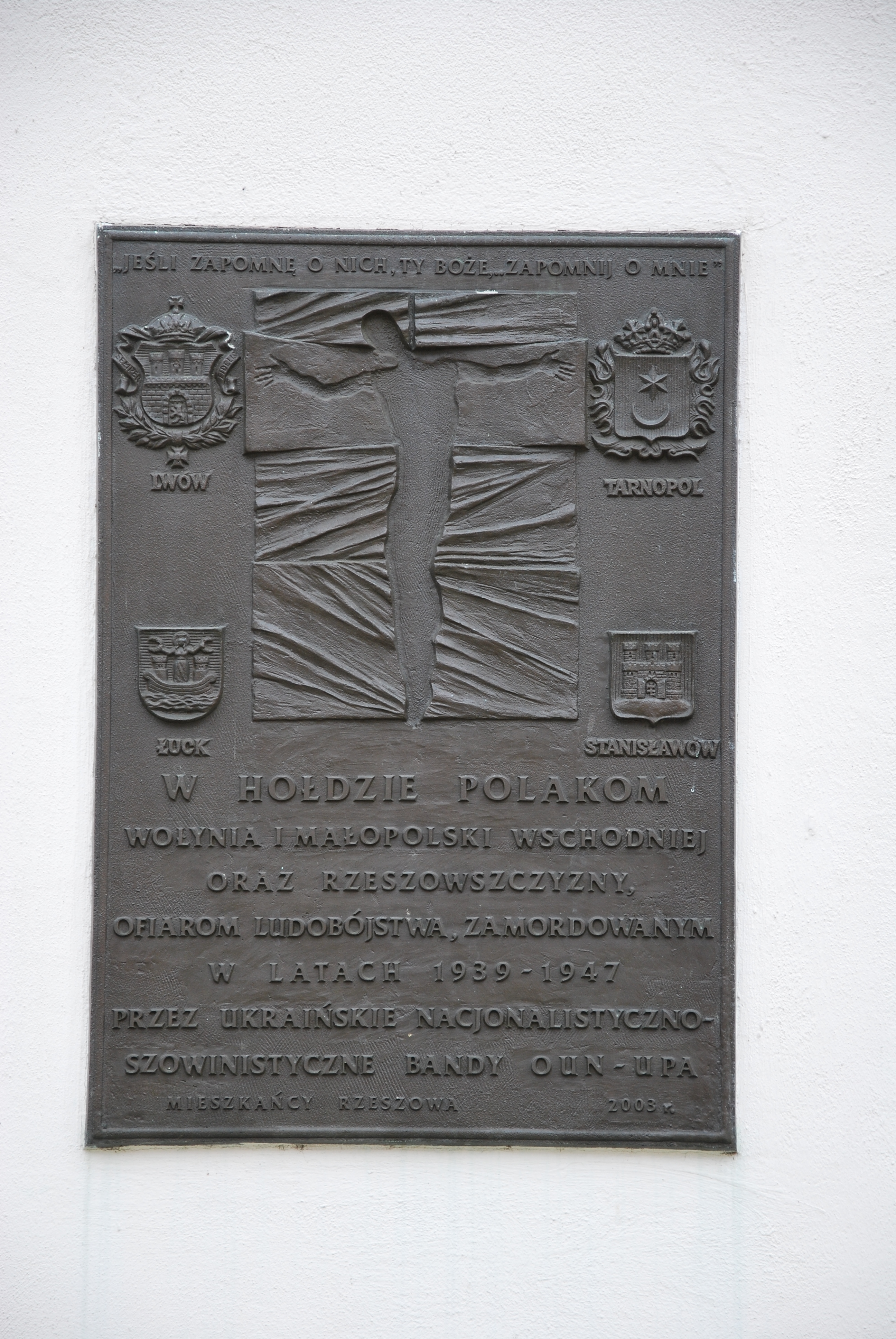
Меморіал у Ряшеві
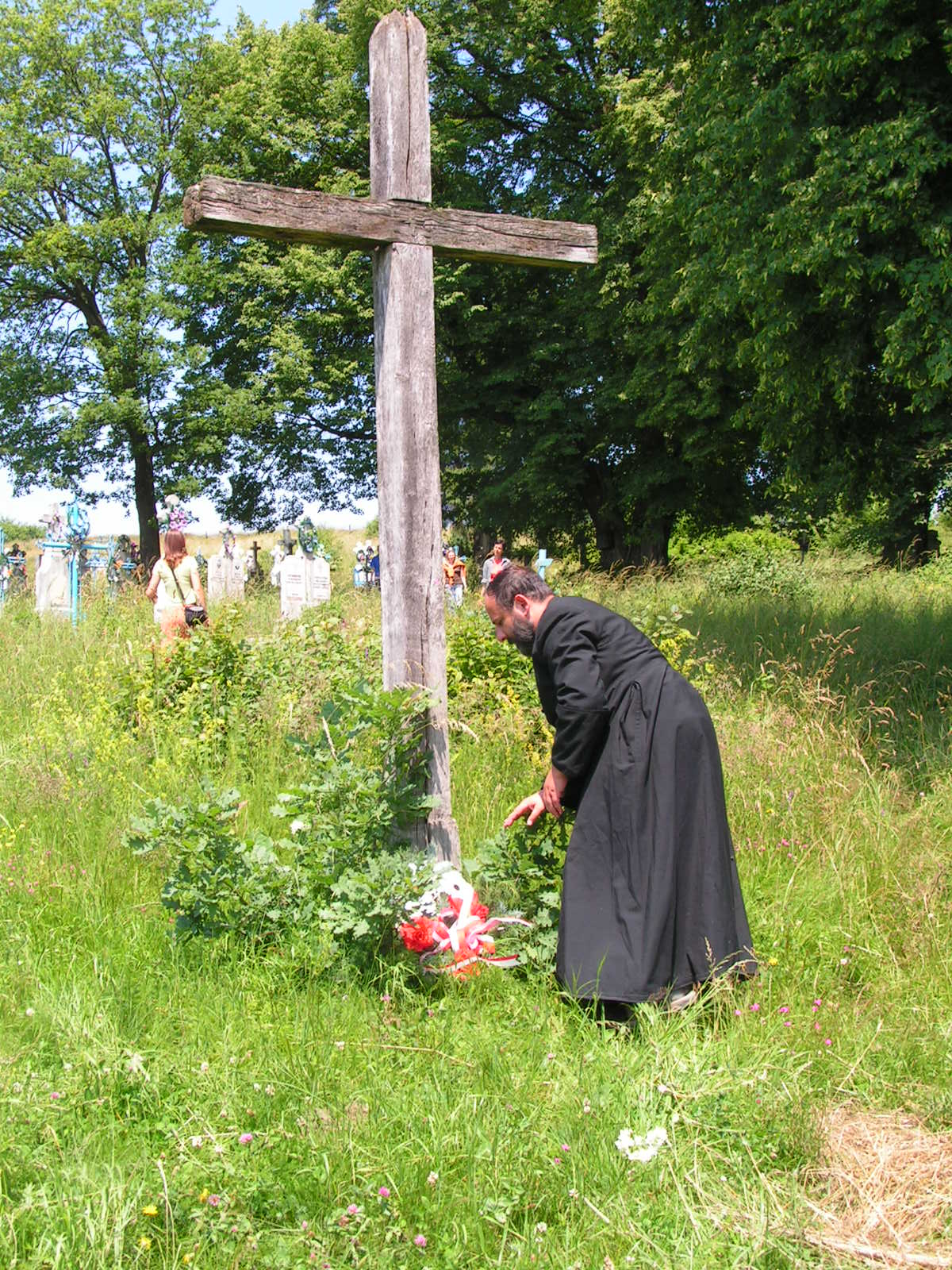
Польський хрест жертвам УПА у Коростятині[джерело?]
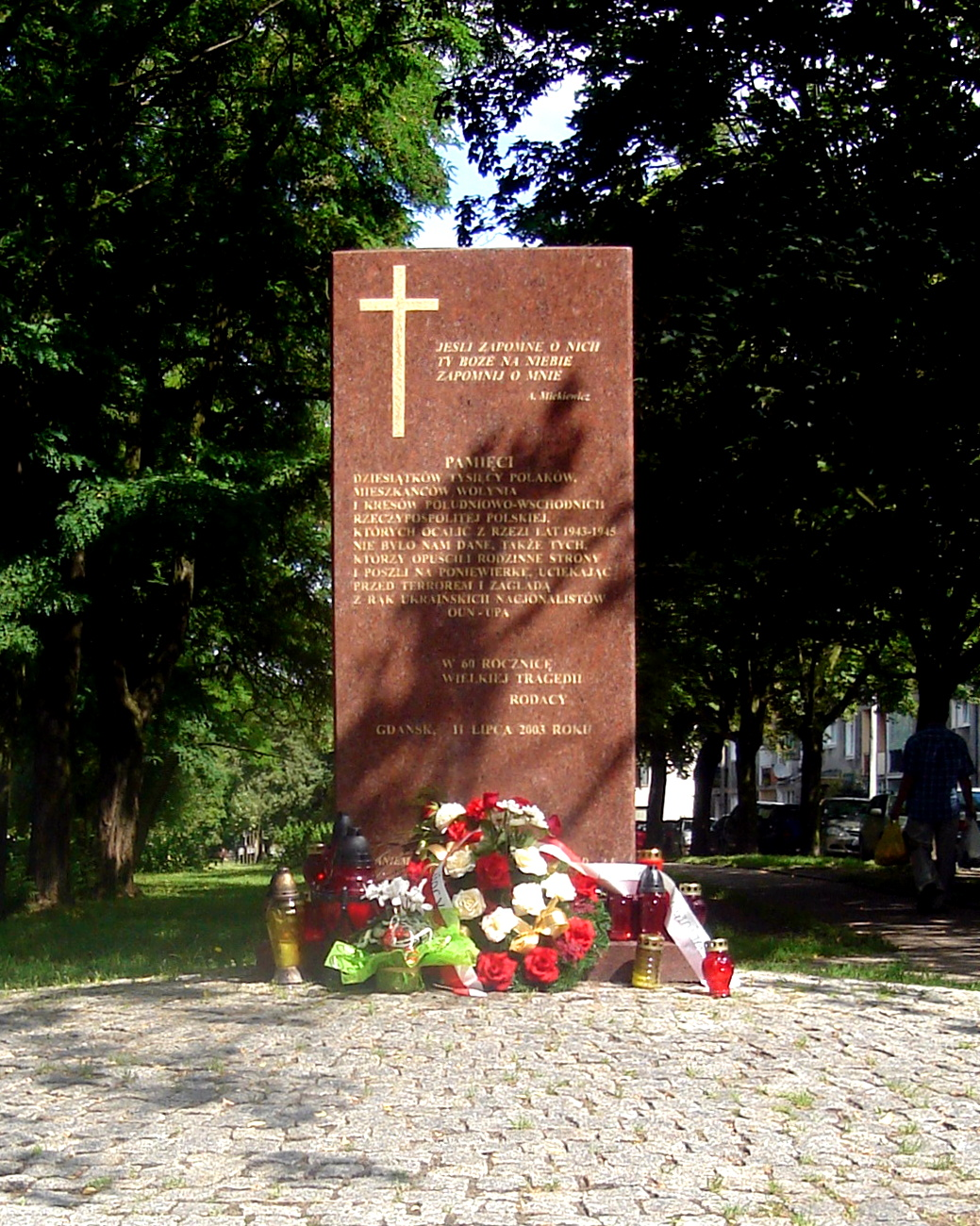
Пам'ятник жертвам ОУН-УПА у Гданську
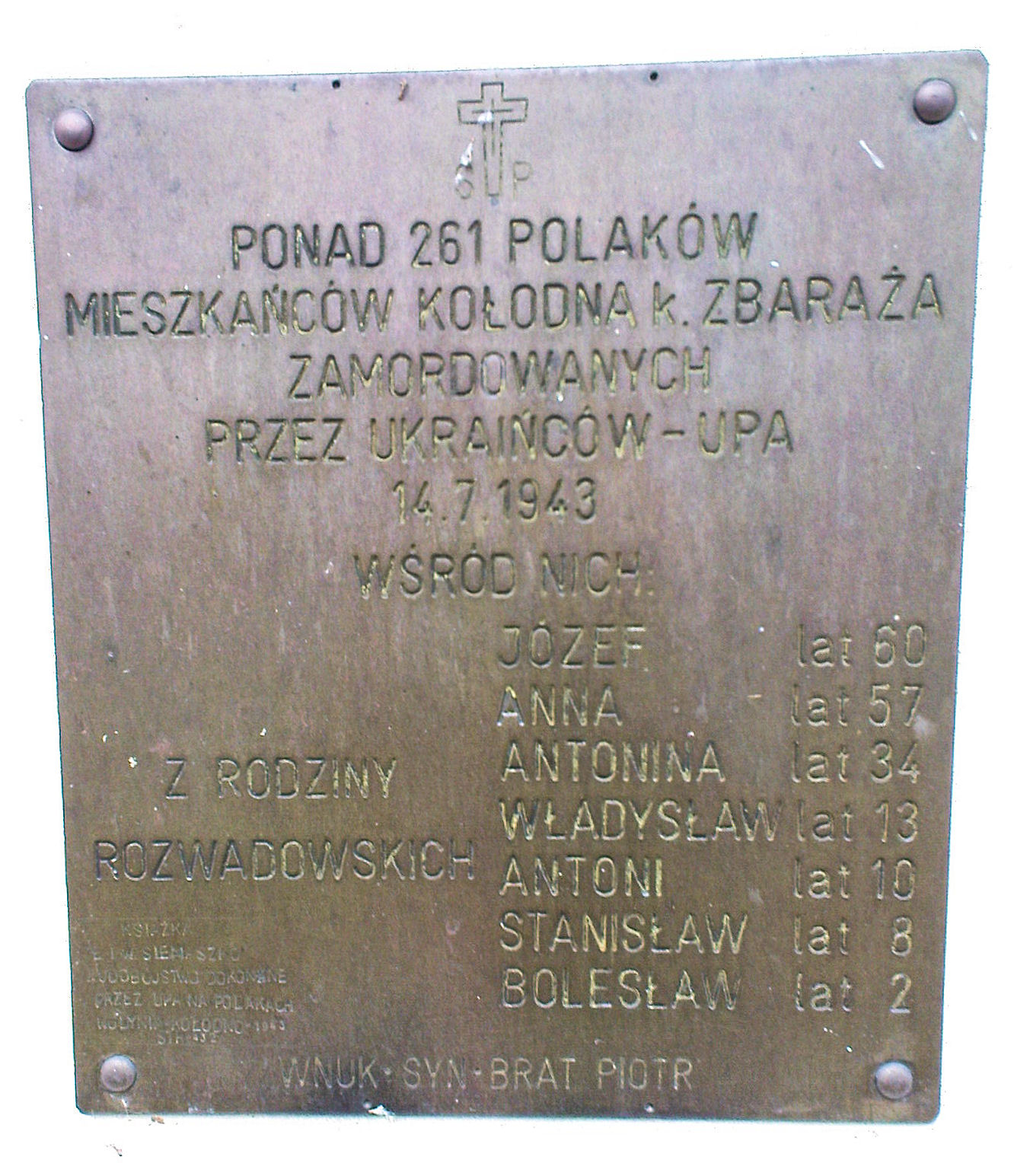
Табличка про жертв різанини у Колодному

## В Україні

### Західна Україна
На Заході України є багато пам'ятників із написом «Загиблим від рук українських буржуазних націоналістів».
Село Новосілка -Опарська, Миколайовський район, Львівська область. Пам я тник встановлено мешканцям села, воякам УПА загинувшим у 1944 році. Автор скульптор С. Шаменков. Відкритий в літку 1999 року.

### Інші місця в Україні
- Луганськ Пам'ятник установлений у сквері імені Молодої гвардії. Монумент складається з фігур матері, дитини, яка тягне до неї руки і чоловіка, який їх захищає, руки якого зв'язані мотузкою. На пам'ятнику напис «Правда забуттю не підлягає».
- Місто Сватове (Луганська область). Пам'ятний знак жителям Сватівського району, що «загинули від рук вояків ОУН-УПА». Відкрито 26 червня 2008 року.[9]
- Місто Сімферополь (Крим) Монумент у пам'ять про радянських громадян, що «загинули від рук вояків ОУН-УПА та інших колабораціоністів». Встановлений на Радянській площі. Відкрито 14 вересня 2007 року.
- Село Уланове (Сумська область). Пам'ятник односельчанам, що «загинули від рук бандитів ОУН-УПА у Західній Україні». Встановлено 2008 року. 8 імен померлих. Двічі був зруйнований невідомими й відновлений місцевими комуністами.